# 681-es főút (Magyarország)
A 681-es főút egy közel huszonnégy kilométer hosszú, három számjegyű, másodrendű országos főút Somogy vármegye déli részén; Nagyatádot köti össze a horvát országhatárral, a berzencei határátkelőnél. A főúton jelentős a teherforgalom, mivel az egyik végpont, Berzence egyúttal nemzetközi határátkelőhely is Horvátország irányába, rajta kívül csak Barcsnál van közúti határátkelő Somogy vármegyében. Használata a 3,5 tonnánál nehezebb gépjárművek számára díjköteles.

## Nyomvonala
A 68-as főútból ágazik ki, annak 34,800-as kilométerszelvényénél lévő körforgalomban, Nagyatád lakott területétől keletre. A 68-as kelet felől érkezik ebbe a körforgalomba, de innen észak felé folytatódik, hogy elkerülje a várost, a 681-es pedig a régi nyomvonalat követve nyugatnak indul, a városközpont irányába. Ugyanebből a körforgalomból még dél felé, Újkútpuszta felé is indul egy út, de az csak számozatlan önkormányzati útnak minősül.
700 méter után lép be a város lakott területére, ott először Henész városrész főutcájaként húzódik, Szabadság út néven, majd az 1,450-es kilométerszelvényénél keresztezi a Malom-árok, 1,6 kilométer után pedig a Rinya folyását. Innen Hunyadi utca a neve; 2,3 kilométer után beletorkollik dél felől a 6807-es út, 23,2 kilométer megtétele után, itt egy szakaszon Széchenyi tér, majd Baross Gábor utca a neve.
A központban, kevéssel a 3. kilométere előtt egy körforgalomba ér, ebből itt ágazik ki észak felé a 6821-es út – ez vezet a városközpontból északnak, vissza a 68-as út folytatása felé –, északnyugat felé pedig a 6814-es út, Somogyszob-Segesd irányában. Nem sokkal a körforgalom után ágazik ki belőle az autóbusz-állomásnak is helyet adó Kolozsvári utca. 3,2 kilométer után keresztezi a MÁV 38-as számú Nagyatád–Somogyszob-vasútvonalát, Nagyatád vasútállomás északi szélén, majd a folytatása a Somogyi Béla utca nevet viseli.
3,6 kilométer után lép ki a város házai közül, 6,4. kilométer után pedig teljesen elhagyja annak területét is: ott Tarany területére lép, majd a 7. kilométere után eléri a Csurgói járásba tartozó Szenta délkeleti határszélét, ettől kezdve a határvonalat kíséri. 8,2 kilométer után lép teljesen Szenta területére, de lakott területeit nem érinti. 10,8 kilométer után Berzence területére érkezik, itt nyugat-délnyugati irányt követ.
15. kilométer után éri el a település lakott területének keleti szélét, ahol a Szent István utca nevet veszi fel, majd 15,5 kilométer után beletorkollik a 6801-es út, 40,7 kilométer megtétele után. Innen az út kicsit északabbi irányba fordul, majd 16,8 kilométer után újabb elágazáshoz ér. Egyenesen tovább észak-északnyugati (majd nem sokkal a kiágazása után északi) irányban a 6819-es út indul innen, a 681-es pedig délnyugat felé folytatódik, Szabadság utca néven.
17,5 kiágazik belőle délkelet felé a 68 314-es számú mellékút, a Gyékényes–Pécs-vasútvonal Berzence vasútállomására, majd mintegy 100 méterrel arrébb keresztezi is az út a vasutat. 17,8 kilométer után kilép a lakott területek közül, utolsó kilométereit jellemzően külterületek között teljesíti. Az országhatárnál ér véget, a határ horvátországi oldalán, Góla (Gola) településtől D41-es főútként folytatódik; ennek az útnak a másik végpontja Kapronca városában található.
Teljes hossza, az országos közutak térképes nyilvántartását szolgáló kira.gov.hu adatbázisa szerint 23,554 kilométer.

## Története
A korábbi 6809-es mellékutat – amely Nagyatád központjától vezetett Berzencére – 2013. július 1-jétől nyilvánították főútvonallá, ettől a dátumtól kezdte meg működését a HU-GO, vagyis az elektronikus útdíjrendszer. Ezzel egy időben országszerte még 11 mellékutat nyilvánítottak főúttá. A mai 681-es főút azután jött létre, miután 2015-ben átadták a forgalomnak a 68-as főút elkerülő szakaszát, hiszen nyomvonalának első három kilométere addig a 68-as része volt.